# 絶縁抵抗計

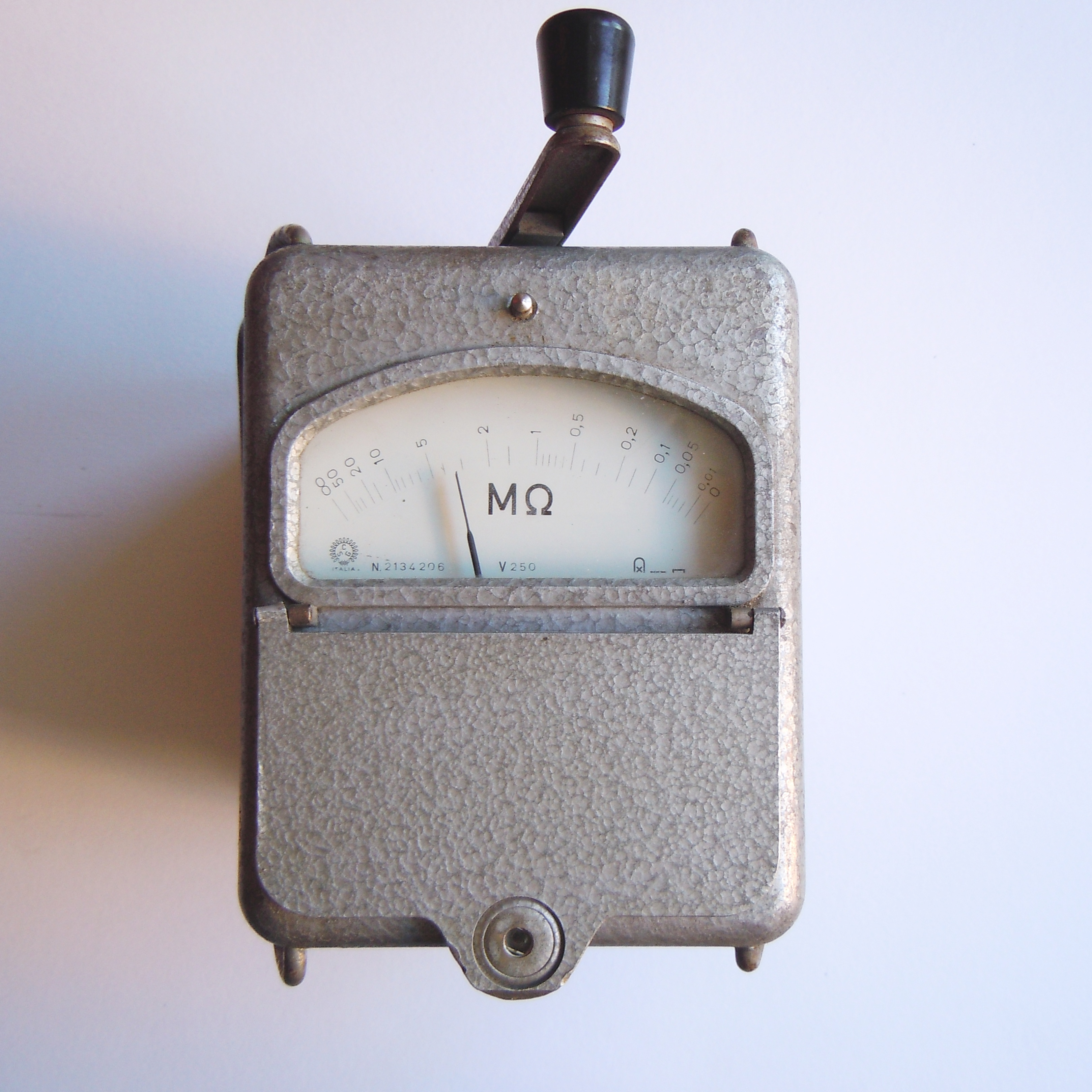
旧式の手回し絶縁抵抗計（250V）

絶縁抵抗計（ぜつえんていこうけい、英語：ohmmeter）は電力回路の絶縁抵抗測定試験に使われる保守点検用電気計測器であり、メガー（現en:Megger Group Limited社の商標に由来）、電気抵抗計とも呼ばれる。

## 概要
古くは手回し発電機を内蔵するものがあったが、現在では電池で動作する電池式が一般的である。アナログのものとデジタルのものがある。
回路の対地間や線間の絶縁が保たれているかどうかを、25V-2000Vの直流電圧による電流で測定する。また、回路に接続された機器の耐圧に応じた電圧で測定しないと機器の破損の原因となる。
回路の絶縁が悪い場合は漏電による火災や感電の原因となる。測定のための停電が許されない場合は、漏れ電流計による測定を行う。

## 絶縁抵抗の測定手順
1. 検電器・絶縁抵抗計などの測定器の電池などの電源や、零点調整、動作の異常の有無の点検などを行う。
2. 電源を開放する。その後に、電線路の場合は中性線も開いておく。
3. 検電器もしくはテスターで無電圧を確認する。
4. 電力用半導体素子を含む回路や過電圧に弱い機器などに、取扱説明書の記載にしたがった保護措置を行う。
5. 接地線に接地極を接続する。
6. 絶縁測定を行う。
7. 測定した回路などの電荷を逃がす。
8. 保護措置の復旧を行う。
9. 電線路の場合は中性線をまずもとに復旧する。その後、電源を接続する。
10. 検電器で電圧の復旧を確認する。